# I-158 (tàu ngầm Nhật)
I-58, sau đổi tên thành I-158, là một tàu ngầm tuần dương  Lớp Kaidai thuộc lớp phụ IIIA nhập biên chế cùng Hải quân Đế quốc Nhật Bản vào năm 1928. Trong Chiến tranh Thế giới thứ hai, nó đã hỗ trợ cho chiến dịch xâm chiếm Malaya vào tháng 12, 1941 và Đông Ấn thuộc Hà Lan vào đầu năm 1942, và đã góp công trong hoạt động đánh chìm các chiến hạm Prince of Wales  và Repulse . Sau khi tiếp tục tham gia trận Midway vào tháng 6, 1942, nó phục vụ chủ yếu như một tàu huấn luyện cho đến đầu năm 1945, khi được cải biến thành tàu chở ngư lôi tự sát Kaiten, rồi đầu hàng lực lượng Đồng Minh vào cuối chiến tranh. I-158 bị đánh chìm vào năm 1946.

## Thiết kế và chế tạo

### Thiết kế
Phân lớp Kaidai IIIA là những tàu ngầm tuần dương đầu tiên được Nhật Bản thiết kế, dựa trên kinh nghiệm của các thiết kế trước đó có nguồn gốc từ các tàu tuần dương Anh và Đức. Nó có trọng lượng choán nước 1.800 tấn Anh (1.829 t) khi nổi và 2.300 tấn Anh (2.337 t) khi lặn, lườn tàu có chiều dài 100 m (328 ft 1 in), mạn tàu rộng 8 m (26 ft 3 in) và mớn nước sâu 4,82 m (15 ft 10 in). Nó có khả năng lặn đến độ sâu 60 m (200 ft), và thủy thủ đoàn đầy đủ bao gồm 60 sĩ quan và thủy thủ.
Con tàu di chuyển trên mặt nước nhờ hai động cơ diesel 3.400 mã lực phanh (2.535 kW), mỗi chiếc vận hành một trục chân vịt. Khi lặn, mỗi trục được vận hành bởi một động cơ điện 900 mã lực (671 kW). Con tàu có thể đạt tốc độ tối đa 20 hải lý trên giờ (37 km/h; 23 mph) khi nổi và 8 hải lý trên giờ (15 km/h; 9,2 mph)khi lặn. Khi Kaidai IIIA di chuyển trên mặt nước nó đạt tầm xa hoạt động 10.000 hải lý (19.000 km; 12.000 mi) ở tốc độ 10 hải lý trên giờ (19 km/h; 12 mph), và có thể lặn xa 90 nmi (170 km; 100 mi) ở tốc độ 3 hải lý trên giờ (5,6 km/h; 3,5 mph).
Lớp Kaidai IIIA có tám ống phóng ngư lôi 53,3 cm (21,0 in), gồm sáu ống trước mũi và hai ống phía đuôi; mỗi ống mang theo một quả ngư lôi nạp lại, nên mang tổng cộng 16 ngư lôi. Chúng cũng trang bị một 12 cm (4,7 in)/45 caliber trên boong tàu.

### Chế tạo
I-58 được đặt lườn tại Xưởng vũ khí Hải quân Yokosuka ở Yokosuka vào ngày 3 tháng 12, 1924. Nó được hạ thủy vào ngày 3 tháng 10, 1925, rồi hoàn tất và nhập biên chế vào ngày 15 tháng 5, 1928.

## Lịch sử hoạt động

### 1928 - 1941

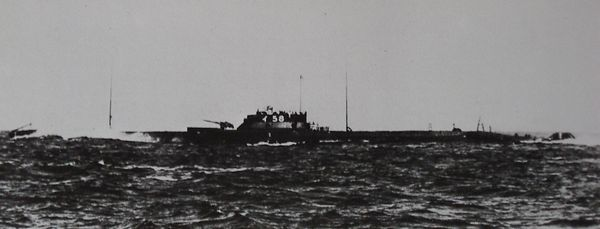
I-58, năm 1927

Khi nhập biên chế, I-58 được phân về Quân khu Hải quân Kure. Vào ngày 1 tháng 4, 1929, Đội tàu ngầm 19 được thành lập mới và phối thuộc cùng Hải đội Tàu ngầm 2, trực thuộc Đệ Nhị hạm đội, nằm trong thành phần Hạm đội Liên hợp, và I-58 gia nhập đơn vị này cùng ngày hôm đó. Đội tàu ngầm 19 được điều về Đội Phòng vệ Kure trực thuộc Quân khu Hải quân Kure vào ngày 1 tháng 12, 1931, rồi quay trở lại Hải đội Tàu ngầm 2 trực thuộc Đệ Nhị hạm đội vào ngày 20 tháng 5, 1932. I-58 được đưa về thành phần dự bị tại Kure vào ngày 1 tháng 6, 1932.
Quay trở lại phục vụ từ ngày 1 tháng 12, 1932, I-58 đã cùng với các tàu ngầm khác thuộc Đội tàu ngầm 19: I-56 và I-57, và Đội tàu ngầm 18 bao gồm các chiếc I-53, I-54 và I-55, khởi hành từ Sasebo vào ngày 29 tháng 6, 1933 cho một đợt huấn luyện ngoài khơi Trung Quốc và Mã Công thuộc quần đảo Bành Hồ, và khi kết thúc đã đi đến Cao Hùng, Đài Loan vào ngày 5 tháng 7, 1933. Họ rời Cao Hùng vào ngày 13 tháng 7 để tiếp tục huấn luyện tại vùng biển Trung Quốc rồi quay trở lại vịnh Tokyo vào ngày 21 tháng 8. Đến ngày 25 tháng 8, cả sáu chiếc tàu ngầm đều đã tham gia cuộc duyệt binh hạm đội tại Yokohama. I-58 lại được đưa về thành phần dự bị tại Kure vào ngày 1 tháng 11, 1933.
I-58 quay trở lại phục vụ kịp lúc khi nó rời Ryojun, Mãn Châu để cùng các đồng đội thuộc Đội tàu ngầm 19 I-56, I-57, và các tàu ngầm I-61, I-62, I-64, I-65, I-66 và I-67 thực hiện chuyến đi huấn luyện ngoài khơi Thanh Đảo, Trung Quốc. Sau khi hoàn tất, cả chín chiếc tàu ngầm đều quay về Sasebo, Nhật Bản vào ngày 5 tháng 10, 1934. Nó lại quay về thành phần dự bị tại Kure không lâu sau chuyến đi này; trong khi đó Đội tàu ngầm 19 lại được điều động về Hải đội Phòng vệ Kure trực thuộc Quân khu Hải quân Kure từ ngày 15 tháng 11, 1934, rồi chuyển sang Hải đội Tàu ngầm 1 trực thuộc Đệ Nhất hạm đội, phối thuộc cùng Hạm đội Liên hợp từ ngày 15 tháng 11, 1935.
I-58 quay trở lại phục vụ vào ngày 1 tháng 12, 1936, đúng vào ngày Đội tàu ngầm 19 lại được điều động về Quân khu Hải quân Kure. Đơn vị này được đưa về Hạm đội Dự bị 1 từ ngày 7 tháng 1, 1937, quay trở lại phục vụ cùng quân khu vào ngày 1 tháng 1, 1938, rồi được đưa về Hạm đội Dự bị 3 từ ngày 15 tháng 12, 1938. Đội tàu ngầm 19 trở lại phối thuộc cùng Hải đội Tàu ngầm 4 thuộc Đệ Nhất hạm đội vào ngày 15 tháng 11, 1939. Đang khi thực hành cơ động ban đêm về phía Nam vịnh Tokyo vào ngày 26 tháng 8, 1940, I-58 gặp thảm kịch khi nó thực hành phóng ngư lôi mô phỏng nhắm vào tàu chiến của Hạm đội Liên hợp.Con tàu tiến hành lặn khẩn cấp sau khi phóng ngư lôi mô phỏng, nhưng thủy thủ trên cầu tàu đã không sơ tán kịp thời để đóng nắp hầm. Thủy thủ cuối cùng còn lại, Hirose Masao, đã đóng nắp hầm từ bên ngoài để con tàu không bị ngập nước, và bị đuối nước khi lặn xuống. Hải đội Tàu ngầm 4 được phối thuộc trực tiếp cùng Hạm đội Liên Hợp vào ngày 15 tháng 11, 1940.

### 1941 - 1942
Khi lực lượng Hải quân Nhật Bản bắt đầu được huy động để chuẩn bị cho cuộc xung đột tại Thái Bình Dương, I-58 khởi hành từ Kure vào ngày 20 tháng 11, 1941 để hướng sang Samah (nay là Tam Á) trên đảo Hải Nam, Trung Quốc, đến nơi vào ngày 26 tháng 11. Nó rời Samah vào ngày 1 tháng 12 để hỗ trợ cho chiến dịch xâm chiếm Mã Lai thuộc Anh, đi đến khu vực tuần tra trong biển Đông ngoài khơi bán đảo Mã Lai.

#### Chuyến tuần tra thứ nhất
Xung đột chính thức bắt đầu vào ngày 8 tháng 12, (7 tháng 12 bên kia đường đổi ngày), khi Hải quân Nhật bất ngờ tấn công căn cứ Trân Châu Cảng của Hải quân Hoa Kỳ, và Nhật Bản cũng bắt đầu xâm chiếm Malaya vào ngày hôm đó. I-58 cùng các tàu ngầm I-57, I-62, I-64 và I-66 hình thành nên tuyến tuần tra trong biển Đông ngoài khơi Trengganu, Malaya.
Vào ngày 9 tháng 12, tàu ngầm I-65 phát hiện Lực lượng Z, một lực lượng đặc nhiệm Hải quân Hoàng gia Anh được hình thành chung quanh thiết giáp hạm HMS Prince of Wales và tàu chiến-tuần dương HMS Repulse cùng bốn tàu khu trục, đang hướng lên phía Tây Bắc và là mối đe dọa cho các đoàn tàu vận tải Nhật Bản. I-58 đang hoạt động về phía Bắc I-65, nhưng nhận thông tin sai lệch về vị trí của Lực lượng Z do liên lạc vô tuyến gián đoạn. Tuy nhiên, sau nữa đêm ngày 10 tháng 12, khi đang di chuyển trên mặt nước trong biển Đông ở vị trí 140 nmi (260 km) về phía Đông Kuantan, Malaya, I-58 phát hiện Lực lượng Z ở khoảng cách chỉ có 600 yd (550 m) bên mạn trái phía mũi, với Prince of Wales đang dẫn đầu.
I-58 lặn khẩn cấp và tìm cách phóng hết một loạt sáu quả ngư lôi phía mũi nhắm vào Prince of Wales, sẽ trở thành cuộc tấn công đầu tiên trong lịch sử nhắm vào một thiết giáp hạm từ một tàu ngầm Nhật Bản. Tuy nhiên cửa phía ngoài của ống phóng ngư lôi thứ nhất bị kẹt, làm phá hỏng đợt tấn công. Nó phóng năm quả ngư lôi phía mũi còn lại nhắm vào Repulse, nhưng tất cả đều bị trượt. Chiếc tàu ngầm gửi báo cáo về vị trí của Lực lượng Z đang đi theo hướng Tây Nam với tốc độ 24 kn (44 km/h), và tiếp tục theo dõi đối phương. Tàu tuần dương hạng nhẹ Sendai thu được báo cáo và chuyển tiếp đến tàu tuần dương hạng nặng Chōkai, soái hạm của Phó đô đốc Ozawa Jisaburō, Tổng-tư-lệnh Hạm đội Viễn chinh phương Nam.  Đến 06 giờ 15 phút ngày 10 tháng 12, I-58 mất dấu vết Lực lượng Z, nhưng máy bay ném bom-ngư lôi thuộc Chi hạm đội Không lực Hải quân 22 xuất phát từ các căn cứ tại Đông Dương thuộc Pháp đã đánh chìm cả Prince of Wales lẫn Repulse vào xế trưa hôm đó. I-58 kết thúc chuyến tuần tra và quay trở về căn cứ tại vịnh Cam Ranh, Đông Dương thuộc Pháp vào ngày 20 tháng 12.

#### Chuyến tuần tra thứ hai
I-58 rời vịnh Cam Ranh vào ngày 28 tháng 12 để bắt đầu chuyến tuần tra tiếp theo, cùng tàu ngầm I-56 hoạt động tại khu vực Đông Ấn thuộc Hà Lan ngoài khơi Surabaya, Java. Trong biển Java về phía Tây Bắc đảo Bawean, lúc 01 giờ 45 phút ngày 3 tháng 1, 1942, nó tấn công chiếc tàu buôn Hà Lan SS Langkoeas (7.395 tấn) vốn đang vận chuyển đường trên đường từ Surabaya đi sang Haifa, Palestine. Một quả ngư lôi trúng đích vào phòng động cơ đã khiến 12 thủy thủ thiệt mạng, rồi sau đó I-58 trồi lên mặt nước và kết liễu Langkoeas bằng hải pháo, khiến chiếc tàu buôn đắm tại tọa độ 05°N 112°Đ / 5°N 112°Đ. I-58 đã xả súng máy vào các xuồng cứu sinh của chiếc tàu buôn, làm thiệt mạng thêm 79 người, rồi bắt giữ và hỏi cung ba người sống sót trước khi ném họ xuống biển. Những người còn lại trôi dạt đến đảo Bawean bốn ngày sau đó và được cứu vớt.
Vào sáng sớm ngày 5 tháng 1, một tàu ngầm không rõ nhận dạng đã phóng một quả ngư lôi tấn công I-58 lúc nó đang đi trên mặt nước, nhưng I-58 đã kịp né tránh. Đến ngày 9 tháng 1, nó tấn công chiếc tàu buôn Hà Lan SS Camphuys (2.380 tấn) bằng hải pháo, rồi phóng ngư lôi đánh chìm mục tiêu trong biển Java về phía Tây đảo Bawean, tại tọa độ 04°30′N 111°47′Đ / 4,5°N 111,783°Đ. Tàu khu trục Hoa Kỳ USS Paul Jones đã cứu vớt những người sống sót của Camphuys. I-58 quay trở về căn cứ vịnh Cam Ranh vào ngày 16 tháng 1.

#### Chuyến tuần tra thứ ba
Xuất phát từ vịnh Cam Ranh vào ngày 7 tháng 2 cho chuyến tuần tra thứ ba, I-58 hướng đến khu vực tuần tra trong Ấn Độ Dương phía Nam đảo Java. Nó băng qua eo biển Lombok giữa Bali và Lombok và tiến vào Ấn Độ Dương vào ngày 20 tháng 2. Đang khi hoạt động về phía Nam Tjilatjap, Java vào ngày 22 tháng 2, nó tấn công chiếc tàu chở hành khách Hà Lan SS Pijnacker Hordijk (2.982 tấn) bằng hải pháo, rồi đánh chìm mục tiêu bằng ngư lôi.
Ba ngày sau đó, ở phía Nam eo biển Sunda, I-58 tiếp tục tấn công bằng hải pháo chiếc tàu buôn Hà Lan SS Boeroe (7.135 tấn), vốn đang trên đường đi sang Perth, Australia. Tuy nhiên, nó chỉ mới bắn vài phát đạn pháo thì buộc phải lặn ẩn nấp, do sự xuất hiện của một tàu khu trục Hải quân Hoàng gia Hà Lan đang hộ tống hai tàu chở dầu. Đến 11 giờ 30 phút, nó phóng hai quả ngư lôi đánh chìm Boeroe. Toàn bộ 70 thành viên thủy thủ đoàn đã sống sót và được các tàu chiến Australia giải cứu, tuy nhiên có nguồn cho rằng những người sống sót đều bị I-58 thảm sát.
Vào ngày 28 tháng 2, I-58 phóng ngư lôi tấn công tàu chở dầu Anh SS British Judge (6.735 tấn) trong Ấn Độ Dương ở vị trí cách 10 nmi (19 km) về phía Nam eo biển Sunda, tại tọa độ 06°N 105°Đ / 6°N 105°Đ. Tuy nhiên, British Judge chỉ bị hư hại và sống sót qua vụ tấn công này. I-58 kết thúc chuyến tuần tra và đi đến căn cứ mới ở vịnh Staring gần Kendari, tại bờ biển phía Đông Celebes, đến nơi vào ngày 8 tháng 3.
Hải đội Tàu ngầm 4 được giải thể vào ngày 10 tháng 3, và Đội tàu ngầm 19, bao gồm I-56, I-57 và I-58, được điều động sang Hải đội Tàu ngầm 5. I-58 khởi hành từ vịnh Staring vào ngày 13 tháng 3 và quay trở về Kure để sửa chữa, đến nơi vào ngày 20 tháng 3. Sau khi hoàn tất, nó rời Kure vào ngày 14 tháng 5 để hướng sang Kwajalein thuộc quần đảo Marshall; và lúc đang trên đường đi, nó được đổi tên thành I-158 vào ngày 20 tháng 5. Nó đi đến Kwajalein bốn ngày sau đó.

#### Chuyến tuần tra thứ tư - Trận Midway
I-158 rời Kwajalein vào ngày 26 tháng 5 cho chuyến tuần tra thứ tư, hỗ trợ cho Chiến dịch MI, là kế hoạch xâm chiếm đảo Midway, trong đó Hải đội Tàu ngầm 5 tham gia vào Lực lượng Viễn chinh Tiền phương. I-158 hoạt động trên một tuyến tuần tra giữa 28°20′B 162°20′T / 28,333°B 162,333°T và 26°00′B 165°00′T / 26°B 165°T, vốn còn bao gồm các tàu ngầm I-156,  I-157, I-159, I-162, I-165 và I-166. Hải quân Nhật Bản chịu đựng một thất bại lớn vào ngày 4 tháng 6 trong trận Midway, đúng vào ngày Tư lệnh Đệ Lục hạm đội, Phó đô đốc Komatsu Teruhisa, ra lệnh cho các tàu ngầm trong tuyến tuần tra tiến sang phía Tây.
Sau khi Đô đốc Yamamoto Isoroku, Tổng tư lệnh Hạm đội Liên hợp, ra lệnh cho Komatsu bố trí các tàu ngầm dưới quyền xen giữa hạm đội Nhật Bản đang rút lui và các tàu sân bay Hoa Kỳ, các tàu ngầm bắt đầu rút lui dần về hướng Tây Bắc, di chuyển ngầm với tốc độ 3 kn (5,6 km/h) vào ban ngày và 14 kn (26 km/h) khi trời tối. I-158 không bắt gặp mục tiêu nào trong suốt trận chiến, và về đến Kwajalein vào ngày 19 tháng 6.

### 1942 – 1945
I-158 rời Kwajalein vào ngày 22 tháng 6 để quay trở về Kure, đến nơi vào ngày 30 tháng 6. Đến ngày 10 tháng 7, Hải đội Tàu ngầm 5 được giải thể và Đội tàu ngầm 19, bao gồm I-156, I-157, I-158 và I-159, được điều động sang Quân khu Hải quân Kure. I-156, I-157 và I-158 bắt đầu đảm nhiệm vài trò tàu huấn luyện cho Trường Tàu ngầm Kure.
Đội tàu ngầm 19 được điều động phối thuộc cùng Hải đội Tàu ngầm Kure, trực thuộc Quân khu Hải quân Kure từ ngày 1 tháng 12, 1943.  Vào tháng 12, 1943, nó được sơn lại theo một sơ đồ ngụy trang thử nghiệm, khi được phủ một lớp sơn xám nhạt lên các mặt tháp chỉ huy và phía trên thân tàu, vốn chịu ảnh hưởng bởi chiếc U-boat Đức U-511 được Nhật Bản mua năm 1943 và đổi tên thành Ro-500. Đến ngày 5 tháng 1, 1944, I-158 tham gia giai đoạn đầu thử nghiệm ngụy trang của Trường Tàu ngầm Hải quân trong biển nội địa Seto, nhằm xác định hiệu quả của màu sơn để tránh bị phát hiện bởi hạm tàu nổi hay máy bay, cũng như xác định độ bền của lớp sơn phủ. Vào ngày 20 tháng 4, 1944, I-158 được điều về Đội tàu ngầm 34 trực thuộc Đệ Lục hạm đội. 

#### Tàu ngầm mang ngư lôiKaiten
Vào ngày 17 tháng 3, 1945, I-158 bị hư hại nhẹ trong một cuộc không kích bởi máy bay ném bom B-29 Superfortress thuộc Không lực 20 xuống xưởng tàu của hãng Mitsubishi tại Kobe. Trong khi được sửa chữa, nó được cải biến để vận chuyển ngư lôi cảm tử Kaiten. Khẩu hải pháo 120 milimét (4,7 in) trên boong tàu được tháo dỡ, và thay thế bằng các bộ gá để vận chuyển hai ngư lôi Kaiten. Trong tháng 7, 1945, thủy thủ đoàn của I-158, cùng với các chiếc I-156, I-157, I-159 và I-162, được huấn luyện để phóng ngư lôi Kaiten tấn công trong trường hợp lực lượng Đồng Minh tiến hành đổ bộ trực tiếp lên chính quốc Nhật Bản. Vào ngày 15 tháng 8, con tàu được điều về Đội tàu ngầm 15 trực thuộc Đệ Lục hạm đội; cùng đúng vào ngày này, Thiên hoàng Hirohito công bố Nhật Bản chấp nhận đầu hàng vô điều kiện, kết thúc vĩnh viễn cuộc xung đột.
I-158 đầu hàng lực lượng Đồng Minh tại Kure vào ngày 2 tháng 9, rồi vảo ngày 2 tháng 11, Hải quân Mỹ xếp nó vào Đội tàu ngầm 1 vốn còn bao gồm các chiếc I-162, I-201, I-202  và I-203. I-158 được rút tên khỏi đăng bạ vào ngày 30 tháng 11, 1945, và được kéo đến Sasebo vào tháng 3, 1946 để tháo dỡ mọi thiết bị hữu ích.  Đến ngày 1 tháng 4, 1946, tàu tiếp liệu tàu ngầm Hoa Kỳ USS Nereus  (AS-17) đã kéo nó từ Sasebo đến khu vực ngoài khơi quần đảo Gotō, nơi chiếc tàu ngầm bị đánh đắm bằng thuốc nổ trong khuôn khổ Chiến dịch Road's End. I-158 đắm tại tọa độ 32°37′B 129°17′Đ / 32,617°B 129,283°Đ.